# بكورية إيكرلين
بكورية إيكرلين أو أذريون إيكرلين (باللاتينية: Calendula eckerleinii) نوع نباتي يتبع جنس البكورية من الفصيلة النجمية. سميت على اسم عالم النبات إيكرلين (باللاتينية: Eckerlein).

## الموئل والانتشار
يستوطن النبات في المغرب العربي.